# Brié-et-Angonnes
Brié-et-Angonnes és un municipi francès situat al departament de la Isèra i a la regió d'Alvèrnia-Roine-Alps. L'any 2007 tenia 2.288 habitants.

## Demografia

### Població
El 2007 la població de fet de Brié-et-Angonnes era de 2.288 persones. Hi havia 856 famílies de les quals 150 eren unipersonals (77 homes vivint sols i 73 dones vivint soles), 319 parelles sense fills, 343 parelles amb fills i 44 famílies monoparentals amb fills.
La població ha evolucionat segons el següent gràfic:
Habitants censats

### Habitatges
El 2007 hi havia 916 habitatges, 868 eren l'habitatge principal de la família, 30 eren segones residències i 18 estaven desocupats. 781 eren cases i 115 eren apartaments. Dels 868 habitatges principals, 746 estaven ocupats pels seus propietaris, 93 estaven llogats i ocupats pels llogaters i 29 estaven cedits a títol gratuït; 8 tenien una cambra, 37 en tenien dues, 78 en tenien tres, 152 en tenien quatre i 592 en tenien cinc o més. 774 habitatges disposaven pel capbaix d'una plaça de pàrquing. A 267 habitatges hi havia un automòbil i a 577 n'hi havia dos o més.

### Piràmide de població
La piràmide de població per edats i sexe el 2009 era:
| Homes | Edats   | Dones |
| ----- | ------- | ----- |
| 0     | 95 o +  | 0     |
| 4     | 90 a 94 | 8     |
| 4     | 85 a 89 | 12    |
| 8     | 80 a 84 | 4     |
| 20    | 75 a 79 | 36    |
| 24    | 70 a 74 | 36    |
| 76    | 65 a 69 | 60    |
| 84    | 60 a 64 | 72    |
| 76    | 55 a 59 | 80    |
| 64    | 50 a 54 | 80    |
| 68    | 45 a 49 | 60    |
| 80    | 40 a 44 | 60    |
| 76    | 35 a 39 | 64    |
| 60    | 30 a 34 | 64    |
| 60    | 25 a 29 | 48    |
| 24    | 20 a 24 | 28    |
| 56    | 15 a 19 | 32    |
| 52    | 10 a 14 | 40    |
| 44    | 5 a 9   | 64    |
| 28    | 0 a 4   | 76    |

## Economia
El 2007 la població en edat de treballar era de 1.417 persones, 1.023 eren actives i 394 eren inactives. De les 1.023 persones actives 985 estaven ocupades (532 homes i 453 dones) i 38 estaven aturades (13 homes i 25 dones). De les 394 persones inactives 161 estaven jubilades, 133 estaven estudiant i 100 estaven classificades com a «altres inactius».

### Ingressos
El 2009 a Brié-et-Angonnes hi havia 863 unitats fiscals que integraven 2.340 persones, la mediana anual d'ingressos fiscals per persona era de 27.500 €.

### Activitats econòmiques
Dels 108 establiments que hi havia el 2007, 3 eren d'empreses alimentàries, 1 d'una empresa de fabricació de material elèctric, 4 d'empreses de fabricació d'altres productes industrials, 20 d'empreses de construcció, 15 d'empreses de comerç i reparació d'automòbils, 5 d'empreses de transport, 4 d'empreses d'hostatgeria i restauració, 5 d'empreses d'informació i comunicació, 4 d'empreses financeres, 6 d'empreses immobiliàries, 23 d'empreses de serveis, 13 d'entitats de l'administració pública i 5 d'empreses classificades com a «altres activitats de serveis».
Dels 31 establiments de servei als particulars que hi havia el 2009, 1 era una oficina de correu, 2 tallers de reparació d'automòbils i de material agrícola, 5 paletes, 3 guixaires pintors, 6 fusteries, 3 lampisteries, 3 electricistes, 1 perruqueria, 3 restaurants, 2 agències immobiliàries i 2 salons de bellesa.
Dels 5 establiments comercials que hi havia el 2009, 1 era una botiga de menys de 120 m², 2 fleques i 2 llibreries.
L'any 2000 a Brié-et-Angonnes hi havia 26 explotacions agrícoles que ocupaven un total de 416 hectàrees.

## Equipaments sanitaris i escolars
L'únic equipament sanitari que hi havia el 2009 era una farmàcia.
El 2009 hi havia 2 escoles elementals.

## Poblacions més properes
El següent diagrama mostra les poblacions més properes.